# Mosty u Jablunkova
Mosty u Jablunkova (do roku 1951 jen Mosty; polsky Mosty koło Jabłonkowa, německy Mosty bei Jablunkau) jsou obec na východě Česka v okrese Frýdek-Místek v Moravskoslezském kraji. Žije zde přibližně 3 700 obyvatel. Přibližně 18 % obyvatel tvoří polská menšina.

## Historie
První písemná zmínka o osídlení pocházejí z druhé poloviny 16. století. V roce 1578 zde bylo postaveno opevnění Šance, které sloužilo proti nájezdům Tatarů, později proti Turkům. Dnes se nacházejí jen jejich pozůstatky. V roce 1870 zde byla vybudována důležitá Košicko-bohumínská dráha. Podle rakouského sčítání lidu v roce 1910 žilo v Mostech 2 115 osob, z nichž 2080 (98,4%) deklarovalo polskou, 7 (0,3%) českou a 27 (1,3%) německou národnost. Od 1. ledna 1993, po rozdělení Československa, zde vznikla celnice a 2 silniční hraniční přechody a 1 železniční hraniční přechod. Těsně před vypuknutím druhé světové války zde došlo k tzv. Jablunkovskému incidentu.
V roce 2020 se v obci rozhodovalo o zkrácení názvu z Mosty u Jablunkova na Mosty, což ale místní referendum zavrhlo.

## Obyvatelstvo
| Rok            | 1869  | 1880  | 1890  | 1900  | 1910  | 1921  | 1930  | 1950  | 1961  | 1970  | 1980  | 1991  | 2001  | 2011  | 2021  |
| -------------- | ----- | ----- | ----- | ----- | ----- | ----- | ----- | ----- | ----- | ----- | ----- | ----- | ----- | ----- | ----- |
| Počet obyvatel | 2 346 | 1 959 | 1 941 | 2 193 | 2 318 | 2 601 | 3 076 | 3 358 | 3 880 | 4 017 | 4 126 | 3 971 | 3 997 | 3 830 | 3 662 |
| Počet domů     | 208   | 222   | 242   | 249   | 282   | 309   | 393   | 519   | 674   | 793   | 856   | 963   | 1 019 | 986   | 1 104 |

Věková struktura obyvatel obce Mosty u Jablunkova roku 2011

## Obecní správa

### Obecní symboly
Znak a vlajka byly obci uděleny rozhodnutím předsedy Poslanecké sněmovny Parlamentu České republiky dne 9. prosince 1996.

## Sport a kultura
V centru obce se nachází lyžařský areál se třemi sjezdovkami dlouhými 620 až 650 metrů, s převýšením 150 metrů a obtížností 2. Sjezdovky mají možnost umělého zasněžování. Ski areál nabízí i možnost večerního lyžování. V Mostech u Jablunkova se nacházejí i upravované běžecké stopy. V prostoru skiareálu se nachází horská vozíková dráha s celoročním provozem. V letním období nabízí lyžařský areál bungee trampolíny, dětské trampolíny, lukostřelbu, dětský skákací hrad, aquazorbingový válec, sjezd svahu na horských koloběžkách a horskou vozíkovou dráhu.
V obci se nachází fotbalové hřiště, volejbalové kurty, tělocvična s posilovnou a tři multifunkční sportovní hřiště. Od roku 2006 se v zde nachází malý letní aquapark s možností jednoho beach volejbalového hřiště. Je tady také základní škola.
V obci byla založena hudební skupina Witch Hammer.

## Doprava
- Obcí prochází mezinárodní železniční trať Bohumín–Čadca, v centru se nachází železniční stanice Mosty u Jablunkova a o dva kilometry dále (směrem ke slovenské hranici) se nachází železniční zastávka Mosty u Jablunkova zastávka. Mezi stanicí a zastávkou trať původně procházela dvěma Jablunkovskými tunely dlouhými 607 m. Tunely byly vybudovány v letech 1870 a 1917. V letech 2007–2013 došlo k jejich přestavbě: tunel č. II byl přebudován na dvojkolejný, tunel č. I byl jako nevyužitý zčásti zasypán.
- Přes Mosty u Jablunkova prochází evropská silnice E75. Do roku 2001 silnice E75 vedla přímo přes centrum obce. V roce 2001 byl však vybudován pro tuto silnici obchvat.
- Autobusové linky spojují Mosty u Jablunkova s Jablunkovem, Hrčavou, Bystřicí, Bukovcem, Hrádkem, Třincem, Návsím a Vendryní. V obci se nachází 18 autobusových zastávek.

## Místní referendum
Místní referendum se týkalo změny názvu obce Mosty u Jablunkova. Referendum bylo vyhlášeno na základě rozhodnutí Zastupitelstva obce Mosty u Jablunkova konaného dne 10. června 2020. Iniciativa vyhlášení tohoto referenda pochází ze samotného vedení obce.
Toto rozhodnutí se týkalo otázky, zda “Souhlasíte s tím, aby zastupitelstvo nebo rada Obce Mosty u Jablunkova schválila změnu názvu obce z názvu Mosty u Jablunkova na název Mosty?”.
Podle starosty Ondřeje Niedoby mělo zkrácení názvu obce historický smysl, přičemž ve svých úvahách odkazoval na období před rokem 1951. Proti tomuto tvrzení však stojí například název obce v Karolínském katastru z let 1721–1790, který mluví o “Dorffe Mosty hinter Jabl.”, tedy o "vesnici Mosty za Jablunkovem". Odkazování starosty Ondřeje Niedoby na historickou zkušenost před rokem 1951 proto není přesná.
V samotném referendu se pro tezi vyslovilo 207 oprávněných voličů, proti návrhu dalo hlas 1458 oprávněných voličů z celkových 3067. Volební účast byla 54,6%, a tudíž se splnila zákonem stanovená nutná účast (35%). Proti změně samotné se vyslovilo 87,5% z celkového počtu zúčastněných voličů v Mostech u Jablunkova. Referendum tudíž vstoupilo v platnost a je závazné. Občané zvolili ponechání stávajícího názvu obce.

## Pamětihodnosti
- Kostel svaté Hedviky[15][16]

## Rodáci
- Jan Byrtus, fotograf
- Franciszek Pokorny, kryptograf

## Galerie

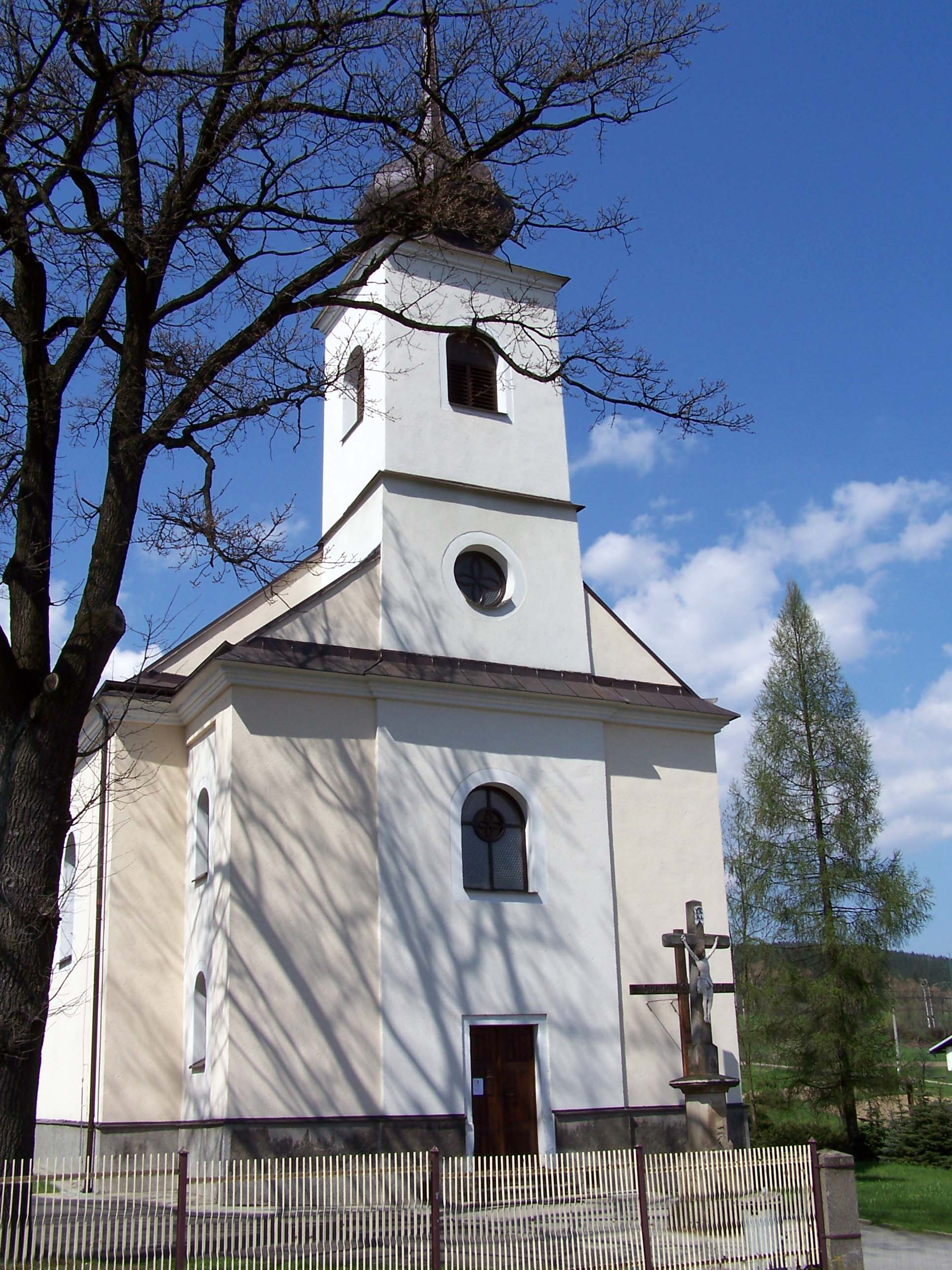
Kostel svaté Hedviky
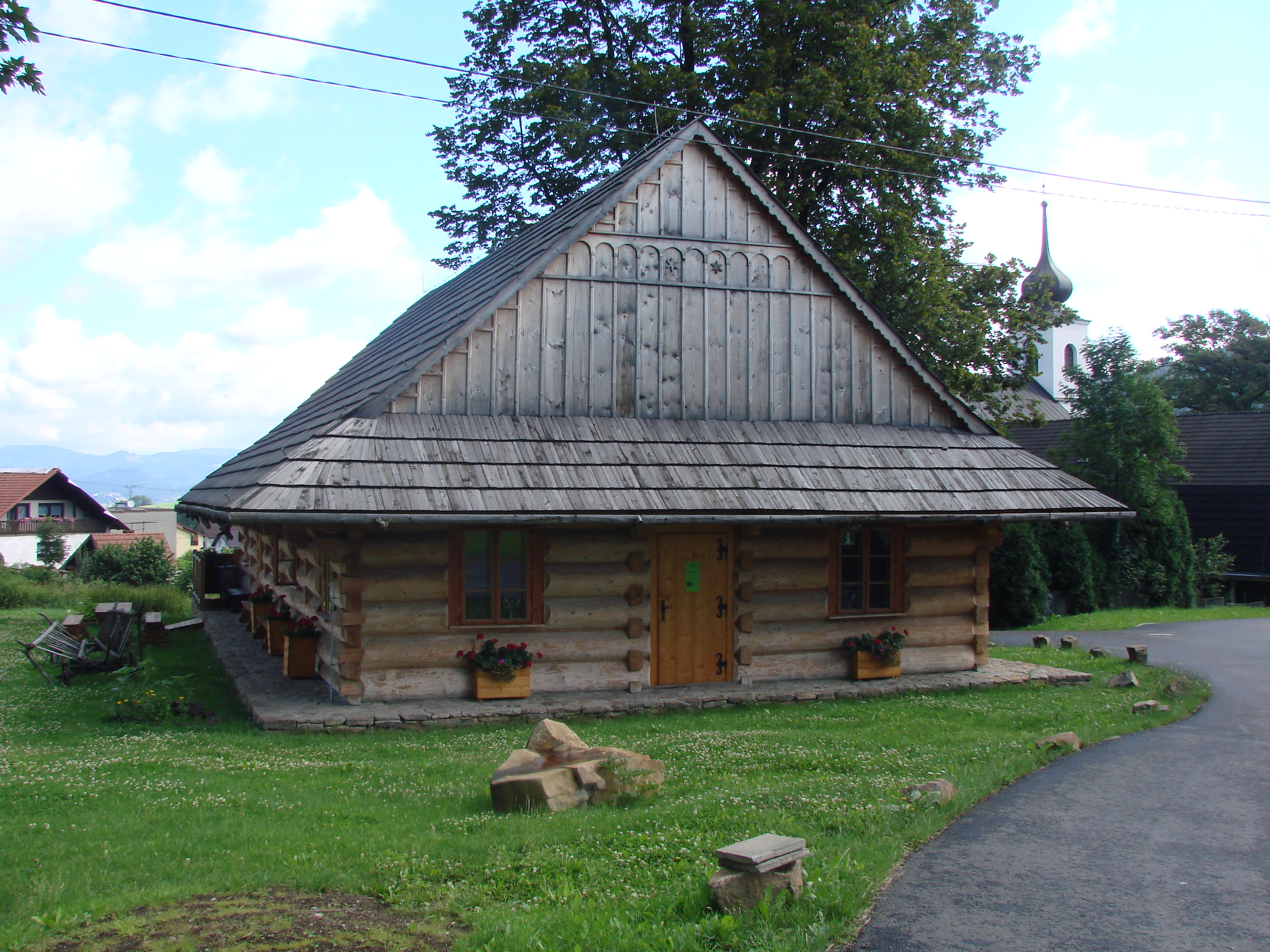
Goralské informační centrum
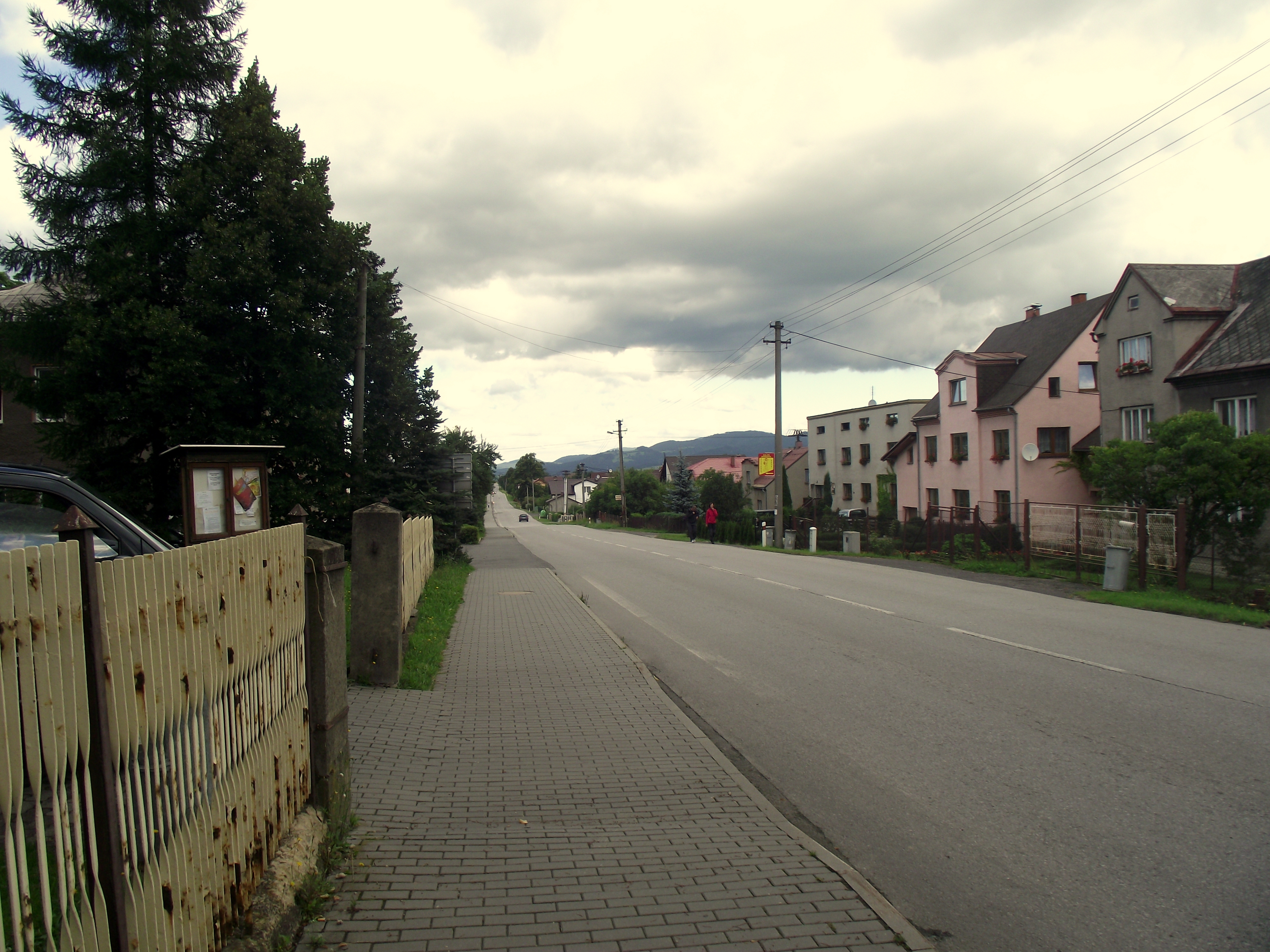
Hlavní ulice
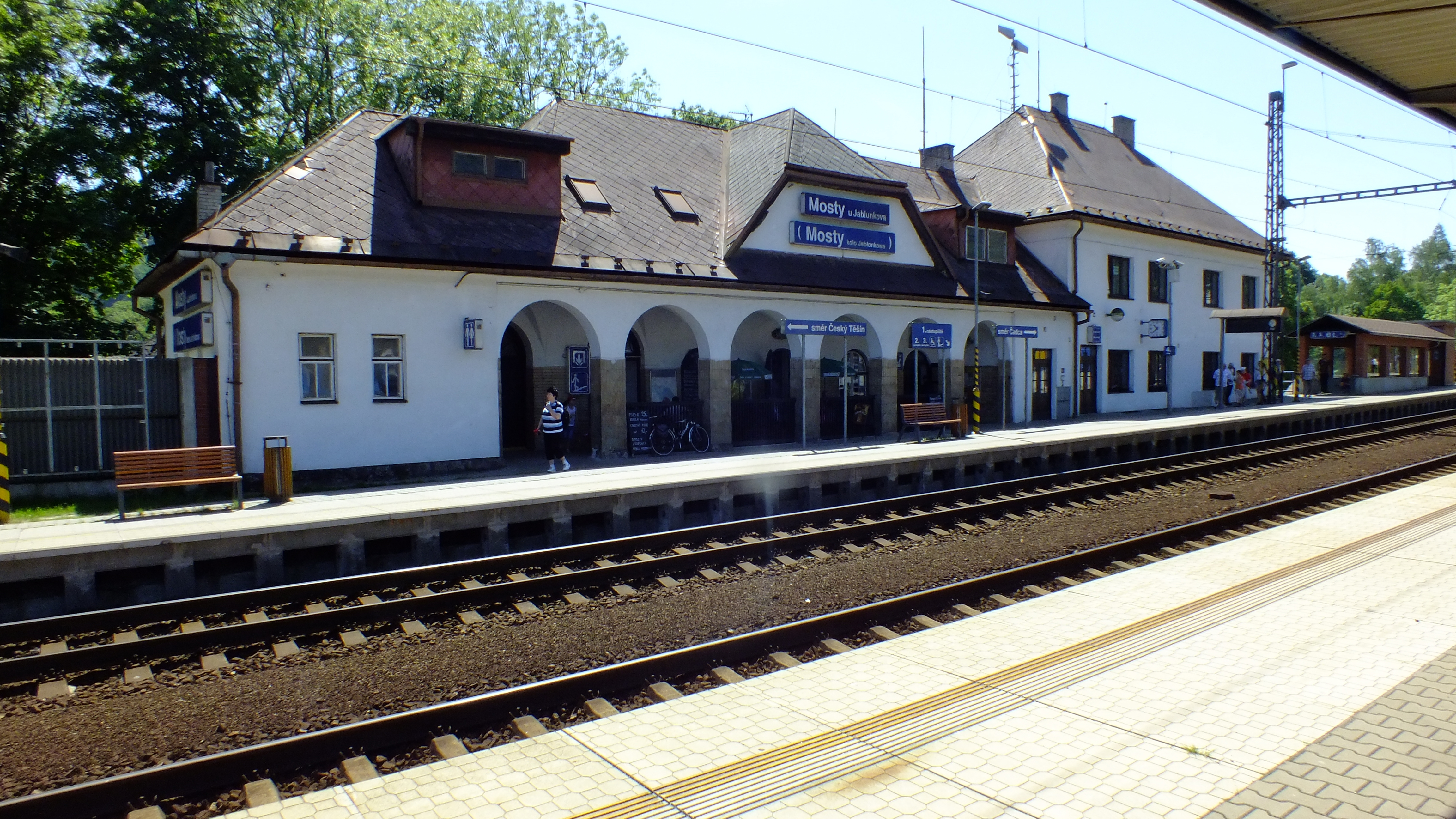
Železniční stanice
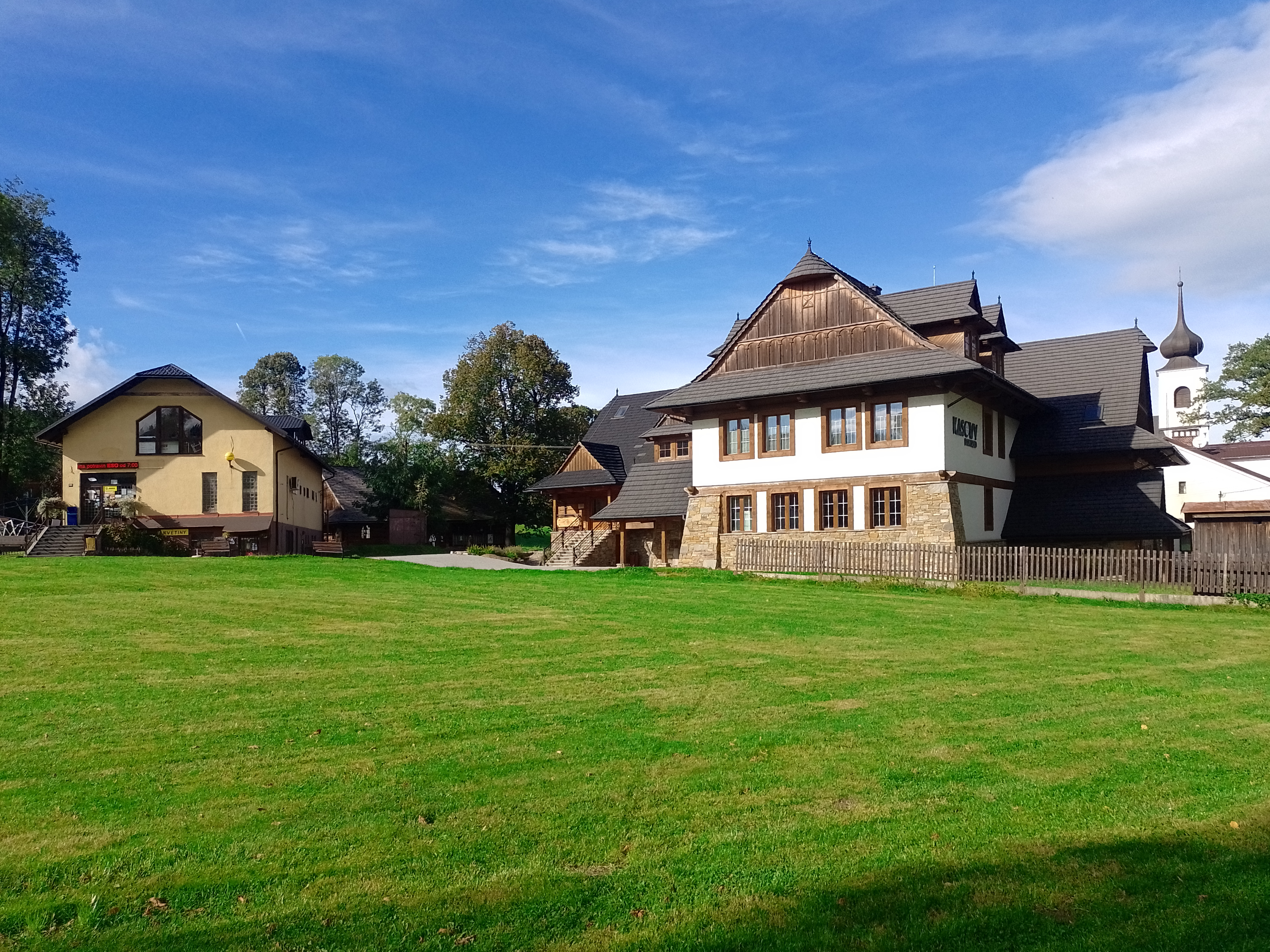
Kasowy – dům PZKO